# Akim Volynski
Akim Lvovitch Volynski (en russe : Аки́м Льво́вич Волы́нский), nom de plume de Khaïm Leïbovitch Flekser (en russe : Хаим Лейбович Флексер), né le 21 avril 1863 (3 mai dans le calendrier grégorien) à Jytomyr et mort le 6 juillet 1926 à Leningrad, est un critique littéraire russe des XIXe et XXe siècles, historien d'art, chorégraphe.

## Biographie
Volynski est un des premiers idéologues du modernisme russe, connu au début sous le nom de décadentisme, puis, rattaché à l'impressionnisme et au symbolisme. Il se fait le défenseur des nouvelles aspirations littéraires et se met en conflit avec le chef du courant radical Nikolaï Mikhaïlovski,,,.
Dès la fin de ses études universitaires en 1889, Volynski participe au journal Le Messager du Nord, première « pousse » du modernisme artistique. C'est là que paraît son article philosophique « Éléments critiques et dogmatiques de la philosophie d'Emmanuel Kant » (dans Le Messager du Nord, 1889, livres VI, IX—XII), considéré comme un « essai de diffusion de l'idéalisme critique ». Cet idéalisme critique est rapidement devenu un slogan renaissant à la fin du XIXe siècle, parmi des Russes de l'intelligentsia.
Dans l'art, ce type de métaphysique génère l'impressionnisme. Courant qui appréhende le monde uniquement au travers des sentiments de l'artiste et niant toute réalité en dehors de sa perception subjective. Il en ressort un art qui se détourne des sujets politiques et se plonge entièrement dans la mystique des expériences subjectives.
Les articles de Volynski sur les « critiques russes », qui ont paru dans Le Messager du Nord durant la période 1890-1895 sous le titre « Notes littéraires » (et puis sous forme de livre séparé, Les Critiques russes, essais littéraires, Saint-Pétersbourg, 1896), sont opposés à tout positivisme et dans l'art et dans la pensée artistique. Le critique Ettore Lo Gatto trouve encore la trace de cette opposition dans ses abondants essais sur Les Possédés et sur Les Frères Karamazov.
Gueorgui Plekhanov, lui, s'en prend sévèrement à Volynski, dans l'article « Le sort de la critique russe » (dans la collection « Depuis vingt ans », StP / СПб., 1905 ; 2e édit., 1906 ; 3e édit., 1909 ; réimprimé dans la collection d'articles Littérature et critique, t. I, М., 1922 et dans Œuvres choisies, t. X, Gis/ Гиз, М., 1924 ; première édition dans Nouveau mot, 1897, VII).
« Sa philosophie théorique se réduit à des phrases dénuées de sens et sa philosophie pratique n'est rien d'autre qu'une très mauvaise parodie de notre “sociologie subjective” » écrit Plekhanov qui tente de ridiculiser également le style de Volynski.

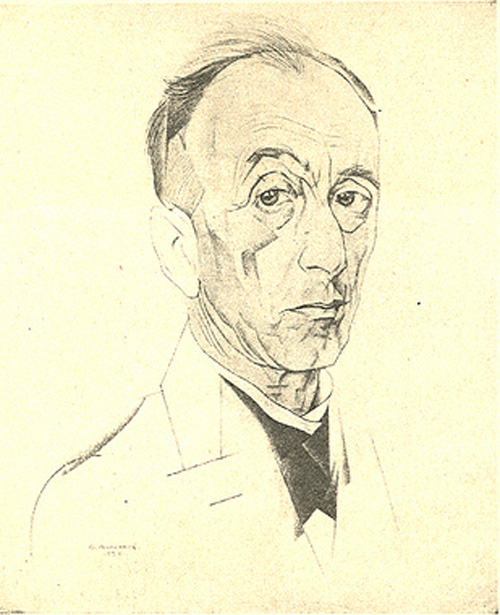
Georges Annenkov, Portrait de Volysnki

Par exemple, quand Volynski décrit Alexandre Pouchkine sur ce ton : « Toi Pouchkine, le génie de la lumière triste et vaste comme notre nature russe. Des horizons infinis, des espaces ouverts à nos yeux, des forêts sans fin parcourues par un murmure mystérieux, et dans tout cela une inexprimable tristesse — tel est le génie de la vie russe, de l'âme russe », etc. Ou encore quand il écrit sur Nicolas Gogol : « Partout je me sens le désir de m'arracher à la vie sur terre, ne laissant dans mon âme que le désespoir, une passion violente vers les cieux, les yeux grands ouverts de terreur, cherchant un havre pour mon cœur torturé ».
L'impressionnisme socio-philosophique amène Volynski à s'intéresser à Léonard de Vinci. Il lui consacre un travail important (Léonard de Vinci, édition Marx, Saint-Pétersbourg, 1900 ; 2e édition Kiev, 1909 ; première parution dans le Journal du Nord, 1897-1898). Puis il s'intéresse à Fiodor Dostoïevski avec une grande passion (Le Grand livre de la colère, Saint-Pétersbourg, 1904 ; Le Royaume des Karamazov, Saint-Pétersbourg, 1901 ; Fiodor Dostoïevski, Saint-Pétersbourg, 1906 ; 2e édition, St.P., 1909). Dans la revue Nouveau Chemin (Novyï Pout) il s'intéresse encore à la scolastique, à la théosophie, à la prédication et au judaïsme.
Volynski, comme historien d'art, s'est beaucoup intéressé au théâtre puis, après la Révolution d'Octobre, au ballet. En 1925, il publie Le Livre de la joie (abc de la danse classique, Léningrad, édition de technique chorégraphique), consacré particulièrement au ballet classique.
Il dirige l'atelier chorégraphique de Leningrad et publie une série d'articles consacrés principalement à la danse dans la revue Vie de l'art. Il est président de la section de Leningrad de l'Union des artistes (1920-1924), président du collège de la Société de littérature mondiale. Mais il n'abandonne pas ses théories sur l'esthétique, même après les modifications de l'environnement politique et social de son époque.
Dans ses derniers travaux, Volynski met l'accent sur ses idées de synthèse des religions qui se transforment dans le futur en une religion plus élevée et se veut le défenseur d'une perspective œcuménique qui fera se fusionner le christianisme et le judaïsme. Un lien peut être établi entre ses idées et la religion abrahamique du bahaïsme.

## Famille
Peu de temps avant la Révolution d'Octobre, Volynski a « épousé » la ballerine Olga Spessivtseva, fort jeune, et il a exercé sur son art une grande influence créatrice. Le mariage n'a toutefois pas été officialisé à l'état civil. Après la Révolution, la ballerine se sépare de lui.

## Adresses àSaint-Pétersbourg
- Années 1890 : Hôtel « Palais Royal », rue Pouchkine, 20[8]
- Années 1900 : Immeuble V. A. Nersolav, ruelle Sapiorni, Saint-Pétersbourg, 9[9]
- Années 1920-1922 : Maison des beaux-arts, Perspective Nevski.

### Recueil d'articles
- Akim Volynski, Les Critiques russes, 1896.
- Akim Volynski, Lutte pour l'idéalisme, 1900.

### Monographies
- Akim Volynski, Léonard de Vinci, 1900.
- Akim Volynski, Fiodor Dostoïevski, 1906.
- Akim Volynski, Livre de joie. L'Abc de la danse classique, 1925.
- Akim Volynski, Les Quatre Évangiles.
- Akim Volynski, Rembrandt.

## En art

### En littérature
Akim Volynski est mentionné à trois reprises dans le roman Le Don de Vladimir Nabokov. Son œuvre Les Critiques russes (1896, 1908) est à maints égards la source du chapitre quatrième de ce roman consacré à la biographie de Nikolaï Tchernychevski.

### Au cinéma
Dans le film Mania Gisèle d'Alekseï Outchitel (1995), Mikhaïl Kozakov tient le rôle de Volynski.

## Bibliographie

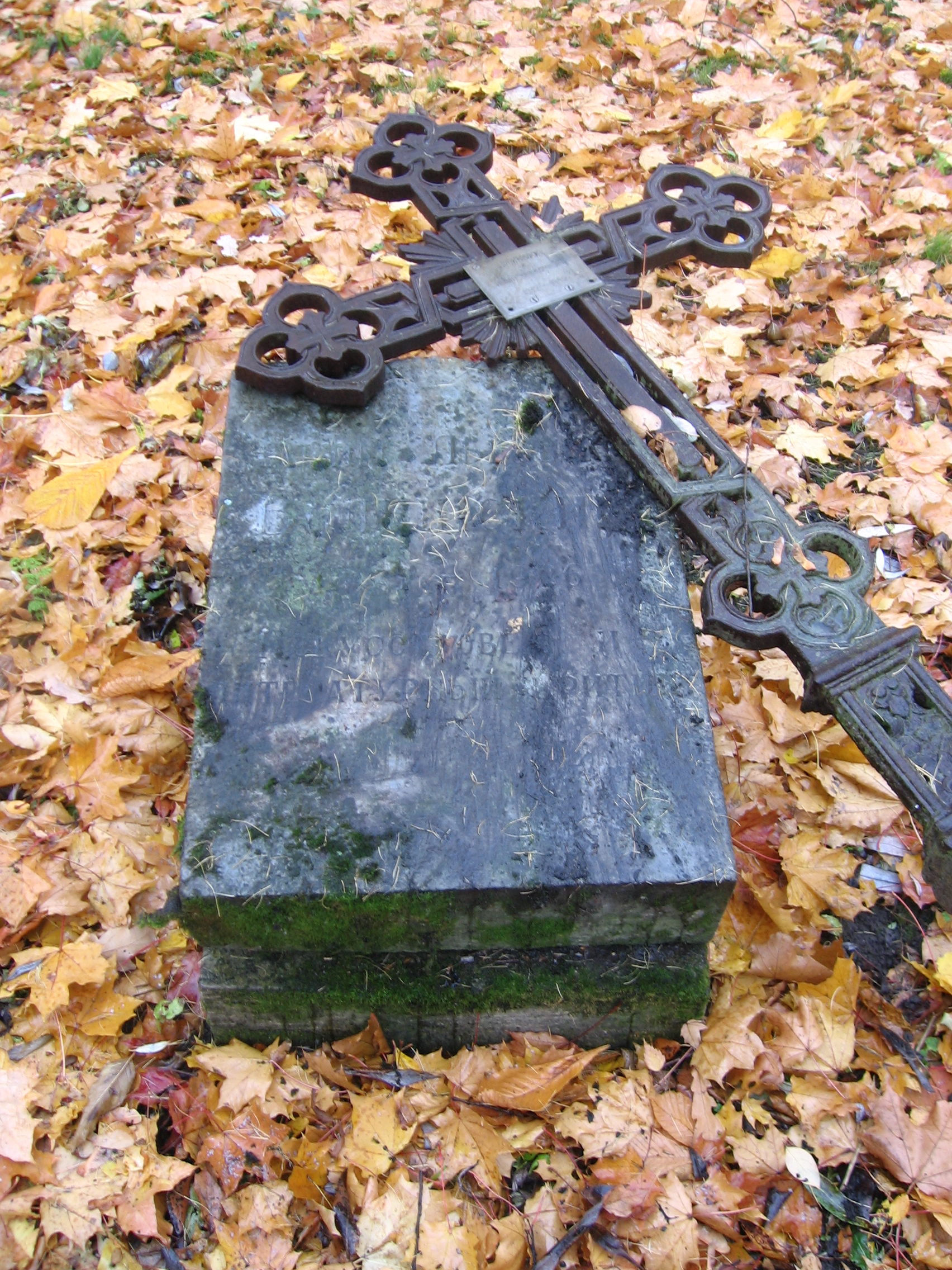
Tombe de Volynski en mauvais état à la passerelle des littérateurs (2013)